# جابر بن یزید جعفی
جابر بن یزید جعفی (به عربی: جابر بن یزید جُعْفی؛ ۵۰ هجری قمری – ۱۲۸ هجری قمری) اهل کوفه، کنیه‌اش ابومحمد، ملقب به جعفی‌الکوفی (به عربی: جُعفی‌الکوفي)، قدیم، عربی و فقیه، مفسر، محدث و از اصحاب نام‌دار محمد باقر و جعفر صادق و جزء تابعین است.
جابر نماینده اصلی محمد باقر در کوفه بوده است. سفیان ثوری او را با عنوان ثقه توصیف می کنند. به نقل از رجال کشّی عده ای او را «باب» باقر می نامیدند. به نقل از رجال کشّی و بحارالانوار مجلسی، باقر هفتاد (یا هفتادهزار) حدیث سری به او گفته است. همچنین جابر را راوی احادیثی که در «ام‌الکتاب» از باقر روایت شده می دانند. «رساله الجعفی» حاوی نظرات جابر درباره عقاید اسماعیلیه است. از ابوحنیفه است که درباره جابر می گوید در کوفه در نوع خودش، بزرگتر از او کسی نیست.

## جایگاه
در متون تاریخی رجال و حدیث شیعه و سنی، اخبار متناقضی راجع به جابر ذکر شده‌است که برخی حاکی از مقام و منزلت رفیع او در نزد امامان هم‌عصرش است و برخی دلالت بر عدم وثاقت و حتی دیوانگی او می‌کند.

### اخبار موافق
از جعفر صادق منقول است که منزلت جابر در نزد او همچون جایگاه سلمان در نزد پیامبر اسلام محمد است. همچنین او برای جابر طلب آمرزش کرده‌است و یکی از غالیان آن عصر را به خاطر نسبت دروغ بستن به جابر لعن کرده‌است.
زمانی که جابر در سال ۹۶ هجری قمری وارد مدینه شد به دیدار محمد باقر رفت و در این دیدار دو کتاب به او داد و از او خواست یکی از آن دو را تا زمانی که امویان بر منصب حکومت‌اند به کسی نگوید. اما پس از دولت آنان مطالب آن کتاب را به همگان اطلاع دهد. در صورتی که این نقل تاریخی صحیح باشد شاهدی بر مقام جابر نزد محمد باقر است.
در رجال کشی آمده جابر به محمد باقر گفته است: «شما اسراری را به من آموخته‌اید که برای من سنگین است تا حدی که حالتی شبیه جنون به من دست می‌دهد» و محمد باقر در پاسخ به او چنین توصیه کرده‌است: «به صحرا برو و گودالی بساز و اسراری که از ما شنیده‌ای را با آن گودال بازگو کن».
از جمله اخبار دال بر دارا بودن مقام و منزلت جابر نزد محمد باقر این است که هرگاه قاضی عیسی بن مسیب (به عربی: عیسي بن مُسَیِّب) در کوفه قصد قضاوت داشت جابر کنار او می‌نشست. او همچنین بنابر گزارش برخی از تاریخ‌نگاران جزء فقهای عصر امویان و عباسیان بوده‌است.

### اخبار مخالف
از جعفر صادق منقول است جابر بر این باور بوده که اگر نادانان احادیثش را بشنوند به او کنایه خواهند زد به همین جهت جعفر صادق، ذریح را از بردن نام جابر منع کرده بود. همچنین به نقل از زراره، جعفر صادق گفته است: «جابر را تنها یک مرتبه نزد پدرم دیده‌ام و او هیچ‌وقت حضور من نیامده است.» برخی اخبار هم حاکی از دیوانگی، غلو و غیرموثق بودن جابر هستند.
عده‌ای از عالمان رجال این دسته از اخبار را توجیه کرده‌اند و اخبار موافق را مرجح و صحیح‌تر دانسته‌اند.

## درگذشت
بر اساس برخی از منابع تارخی او در سال ۱۲۸ هجری قمری در سن ۸۰ سالگی درگذشته است.